# Borówno, Tỉnh West Pomeranian
Borówno [bɔˈruvnɔ] (tiếng Đức: Wilhelminenwalde)  là một khu định cư ở khu hành chính của Gmina Dębno, thuộc Hạt Myślibórz, West Pomeranian Voivodeship, ở phía tây bắc Ba Lan.
Nó nằm khoảng 9 kilômét (6 mi)   phía bắc Dębno, 17 km (11 mi) phía tây nam Myślibórz và 69 km (43 mi) phía nam thủ đô khu vực Szczecin.
Khu định cư có dân số 13 người.